# Градска кућа Војводића
Кућа Војводића у Лесковцу представља веома вредан пример међуратне архитектуре, на коме преовлађују елементи Модерне. Кућу је саградио, за породичне потребе, фабрикант кошуља и веша Добри Војводић, сувласник фирме Милан Војводић и синови. Кућу је пројектовао Григорије Самојлов, и представља један од његових најзначајнијих радова ван Београда.

## Архитектонске карактеристике
Објекат одликује репрезентативна дворишна фасада, складне и симетричне композиције. У њеном средишњем делу налази се улазни тракт оивичен паровима седмоделних прозора са двосегментном, плиткоистуреном лучном надстрешницом. Тракту претходи разуђено ниско степениште. На објекту допадљиве контуре и ефектних пропорција, преовлађују празне површине, изведене на модеран начин. Oбјекат је задржао своју репрезентативност и увелико превазилази локални и регионални значај.

## Галерија
- Поглед на главни улаз